# Tuvia (Name)
Tuvia (hebräisch טוּבִיָּה tūwijāh) ist eine moderne hebräische Variante vom Namen Tobias: „der Herr ist gut“.

## Namensträger

### Vorname
- Tuvia Beeri (* 1929), tschechisch-israelischer Maler
- Tuvia Bielski (1906–1987), polnisch-jüdischer Partisanenführer
- Tuvia Friling (1953), israelischer Historiker
- Tuviah Friedman (1922–2011), polnisch-israelischer Autor
- Tuvia Grossman, US-amerikanischer Jude und Opfer eines palästinensischen Mobs
- Tuvia Hod-Hochwald (1949–2019), israelisch-deutscher Rabbiner
- Tuvia Katz (* 1936), israelischer Künstler
- Tuvia Sagiv (* 1947), israelischer Architekt
- Tuvia Rübner (1924–2019), israelischer Lyriker, Literaturwissenschaftler und Übersetzer
- Tuvia Tenenbom (* 1957), israelisch-amerikanischer Autor, Regisseur und Theaterleiter
- Tuvia Tzafir (* 1945), israelischer Künstler und Entertainer

### Familienname (Patronym)
- Adam Ben-Tuvia (1919–1999), israelischer Meeresbiologe und Ichthyologe